# دان ستيل
دان ستيل (بالإنجليزية: Dan Steele)‏ هو منافس ألعاب قوى أمريكي، ولد في 20 مارس 1969 في مولين في الولايات المتحدة.

## وصلات خارجية
- دان ستيل على موقع الاتحاد الدولي لألعاب القوى (الإنجليزية)
- دان ستيل على موقع أوليمبيديا (الإنجليزية)

لم يتم العثور على روابط لمواقع التواصل الاجتماعي.